# Sinopsephenoides filitarsus
Sinopsephenoides filitarsus is een keversoort uit de familie keikevers (Psephenidae). De wetenschappelijke naam van de soort werd in 1993 gepubliceerd door Yang.